# 必打丹
必打丹（馬來語：Pekan Putatan）是馬來西亞沙巴州必打丹縣的首府。至2021年時，其人口估計約為100000人。必打丹是馬來西亞沙巴州之首府亞庇的衛星城市。必打丹車站是沙巴州鐵路的其中一站。英迪國際大學位於必打丹。